# Anteu
Anteu (em grego clássico: Ανταίος, em língua berbere, Änti), na mitologia grega e na mitologia berbere, era um gigante filho de Posídon e Gaia. Casou-se com Tinjis. Extremamente forte quando estava em contacto com o chão (ou a Terra, a sua mãe), ficava extremamente fraco se fosse levantado ao ar. Obrigava os que passavam pelo deserto da Líbia a lutarem com ele, de modo que tais combates invariavelmente terminavam com a morte do seu adversário. Um dos seus objectivos era utilizar os esqueletos dos viajantes que matava para edificar um templo em honra do seu pai divino. No entanto, Héracles conseguiu descobrir o seu calcanhar de Aquiles e  derrotá-lo. Héracles descobriu que nunca conseguiria vencer Anteu atirando-o contra o chão, assim como Anteu não conseguia derrotar Héracles esmagando-lhe o crânio. Héracles conseguiu a morte de Anteu, levantando-o do chão, mantendo-o suspenso até à morte. O mito tem sido utilizado como fábula que simboliza a força espiritual que é mantida pela fé nas coisas imediatas e factuais - as coisas terrenas.
Plínio, o Velho, citando Euanthes, escreveu, na sua História Natural (viii. 22), que um homem da família de Anteu, depois de escolhido por algumas pessoas, foi levado para um lago da Arcádia, onde pendurou as roupas num freixo, atravessando o lago a nado. Foi, por conseguinte, transformado num lobo, tendo vagueado nessa forma por nove anos. Se conseguisse passar esse tempo sem atacar um ser humano, poderia voltar a atravessar o lago a nado e tomar a sua forma humana original. É um dos primeiros relatos sobre licantropia que se conhecem.
Na Divina Comédia, de Dante Alighieri, Anteu assume a forma de um gigante que guarda o nono círculo do Inferno. É ele quem levou Dante e Virgílio até ao fundo desse círculo onde corre o rio gelado do Cocito.